# Green Party in Northern Ireland
Die Green Party in Northern Ireland (GPNI) ist eine der drei großen Grünen Parteien im Vereinigten Königreich im Landesteil Nordirland und eine Teilorganisation der irischen Green Party.
Die GPNI nimmt für sich in Anspruch, dass sie durch diese Nord-Süd- und Ost-West-Verbindungen die einzige nordirische Partei sei, die das Karfreitagsabkommen (Good Friday Agreement) vom 10. April 1998 nicht nur unterstützt, sondern es auch durch ihre organisatorische Ausrichtung aktiv umgesetzt hat.

## Geschichte
Im Mai 1983 wurde in Belfast die Northern Ireland Ecology Party gegründet, die sich 1985 (genau so wie die Grünen Parteien im übrigen Vereinigten Königreich und in der Republik Irland) in Green Party umnannte.
Im Jahre 1990 trennten sich die nordirischen Grünen und die schottischen Grünen (Scottish Green Party) gütlich vom verbleibenden englisch-walisischen Teil (Green Party of England and Wales).
Auf ihrem Parteitag 2005 beschloss die GPNI, sich der irischen Grünen Partei anzuschließen, was 2006 auch umgesetzt wurde. Jedoch bestehen weiterhin enge Beziehungen zu den anderen beiden Grünen Parteien des Vereinigten Königreichs, der Scottish Green Party und der Green Party of England and Wales.

## Wahlen
Bei der Europawahl 2004 bekamen die Grünen 0,9 % der Stimmen; 2009 waren es 3,3 %.
Im Vorfeld der Kommunalwahlen 2005 erhielten sie durch den Beitritt zweier zuvor unabhängiger Distrikts-Abgeordneter (Raymond Blaney aus Down und Brian Wilson aus North Down) einen Popularitätsschub. Durch den Beitritt hatten die Grünen zum ersten Mal gewählte Abgeordnete. Bei den Wahlen konnte Wilson seinen Sitz behaupten, den Sitz von Blaney (er zog sich aus der Politik zurück) übernahm Bill Correy. Mit Ciaran Mussen im Distrikt Newry and Mourne gewannen die Grünen bei der Wahl zur Nordirland-Versammlung 2007 dann ihren ersten „eigenen“ Abgeordnetensitz in Nordirland. Insgesamt erhielten die Grünen in Nordirland 5703 Stimmen (0,8 %). Bei den Kommunalwahlen 2011 erzielte die Partei 6317 Stimmen (1,0 %) und gewann erneut drei Mandate.
Bei den Wahlen zum Regionalparlament 2007 erhielt die Grüne Partei 1,7 % der Stimmen und Brian Wilson einen Sitz im Wahlkreis North Down. 2011 erzielten die Grünen 0,9 %; Steven Agnew vertrat die Partei im Regionalparlament. Bei der folgenden Wahl 2016 konnte der Stimmenanteil auf 2,7 % gesteigert werden und die die Partei gewann ein zusätzliches Mandat. Neben Steven Agnew im Wahlkreis North Down war Clare Bailey im Wahlkreis Belfast South erfolgreich.

## Wahlergebnisse
Die Wahlergebnisse in der folgenden Tabelle sind jeweils (auch für die gesamt-britischen Wahlen) auf Nordirland bezogen. Unterhauswahlen erfolgten durchgehend nach Mehrheitswahlrecht, Wahlen zur Nordirland-Versammlung nach Präferenzwahlrecht.
| Jahr | Wahl                        | Stimmenanteil | Sitze |
| ---- | --------------------------- | ------------- | ----- |
| 1983 | Unterhauswahl 1983 1        | 0,1 %         | 0/17  |
| 1984 | Europawahl 1984 1           | 0,3 %         | 0/3   |
| 1987 | Unterhauswahl 1987 2        | 0,0 %         | 0/17  |
| 1989 | Europawahl 1989 2           | 1,2 %         | 0/3   |
| 1997 | Unterhauswahl 1997          | 0,1 %         | 0/18  |
| 1998 | Nordirland-Versammlung 1998 | 0,1 %         | 0/108 |
| 2003 | Nordirland-Versammlung 2003 | 0,4 %         | 0/108 |
| 2004 | Europawahl 2004             | 0,9 %         | 0/3   |

### Wahlergebnisse als Teilorganisation der irischen Green Party
| Jahr | Wahl                        | Stimmenanteil | Sitze |
| ---- | --------------------------- | ------------- | ----- |
| 2007 | Nordirland-Versammlung 2007 | 1,7 %         | 1/108 |
| 2009 | Europawahl 2009             | 3,3 %         | 0/3   |
| 2010 | Unterhauswahl 2010          | 0,5 %         | 0/18  |
| 2011 | Nordirland-Versammlung 2011 | 0,9 %         | 1/108 |
| 2014 | Europawahl 2014             | 1,7 %         | 0/3   |
| 2015 | Unterhauswahl 2015          | 1,0 %         | 0/18  |
| 2016 | Nordirland-Versammlung 2016 | 2,7 %         | 2/108 |
| 2017 | Nordirland-Versammlung 2017 | 2,3 %         | 2/90  |
| 2017 | Unterhauswahl 2017          | 0,9 %         | 0/18  |
| 2019 | Europawahl 2019             | 2,2 %         | 0/3   |
| 2019 | Unterhauswahl 2019          | 0,2 %         | 0/18  |
| 2022 | Nordirland-Versammlung 2022 | 1,9 %         | 0/90  |
| 2024 | Unterhauswahl 2024          | 1,1 %         | 0/18  |